# بتیانا بلوم
بتیانا بلوم (اسپانیایی: Betiana Blum‎؛ زادهٔ ۲۳ ژوئیهٔ ۱۹۳۹) بازیگر اهل آرژانتین است.
از فیلم‌ها یا برنامه‌های تلویزیونی که وی در آن نقش داشته‌است، می‌توان به مجردمانده‌ها، شب سرقت، ملکه‌ها و دانش‌آموختگان اشاره کرد.